# Огледало (филм из 1975)
Огледало (рус. Зеркало) је руски уметнички филм из 1975. у режији Андреја Тарковског. Делимично је аутобиографски, неконвенционално структурисан и укључује песме које је компоновао и читао редитељев отац, песник Арсениј Тарковски. У филму играју Маргарита Терјохова, Игнат Данилцев, Ала Демидова, Анатолиј Солоницин, супруга Тарковског Лариса Тарковскаја и његова мајка Марија Вишњакова. Инокентиј Смоктуновски је нарио нах, а Едуард Артемјев успутну музику и звучне ефекте.
Огледало је структуирано као облик нелинеарне нарације, чији главни концепт датира из 1964. године али је подвргнут вишеструким ревизијама сценарија Тарковског и Александра Мишарина. Одвија се око сећања умирућих песника на кључне тренутке свог живота и совјетске културе. Филм комбинује савремене сцене са сећањима из детињства, сновима и снимцима из вести. Његов визуелни идентитет прелази између филма у боји, црно-белог и сепије. Лабави ток визуелно ониричких слика у филму поређен је са техником тока свести у модернистичкој књижевности.
Огледало је у почетку поларизовало критичаре и публику, при чему су многи сматрали да је наратив несхватљив. Репутација овог дела је порасла након приказивања и сада се сматра једним од највећих филмова свих времена, заузимајући деветнаесто место у анкети критичара Sight & Sound из 2012. и девето у анкети режисера. Такође је нашла наклоност многих Руса за које остаје најомиљеније дело Тарковског.

## Радња

### Структура и садржај
Огледало приказује мисли, емоције и сећања Алексеја, или Аљоше (Игнат Даниљев), и свет око њега као детета, адолесцента и четрдесетогодишњака. Одрасли Алексеј се само накратко види, али је присутан као глас у неким сценама, укључујући суштинске дијалоге. Структура филма је дисконтинуирана и нехронолошка, без конвенционалног заплета, и комбинује инциденте, снове и сећања заједно са неким снимцима из вести. Филм приказује три различита временска оквира: предратно (1935), ратно (1940-е) и послератно (1960-е или 70-е).
Огледлао се у великој мери ослања на детињство Тарковског. Истакнута су сећања попут евакуације из Москве на село током рата, повученог оца и сопствене мајке, који је заправо радио као лектор у штампарији.

### Синопсис
Филм почиње тако што Алексејев син адолесцент Игнат укључује телевизију и гледа како лекар прегледа човека који муца, који коначно успева да натера свог пацијента да без ометања каже: „Могу да причам“. Након уводних наслова, сцена је смештена на селу у предратна времена у којој Алексејева мајка Марија, која се такође зове Маша и Марусија, разговара са доктором који случајно пролази. Виде се екстеријер и унутрашњост сеоске куће Алексејевог деде. Млади Алексеј, његова мајка и сестра гледају како гори породична штала. У секвенци из снова, Марија пере косу.
Сада у послератном периоду, Алексеј се чује како телефоном разговара са својом мајком Маријом док се виде собе једног стана. Враћајући се на предратни временски оквир, Марија се види како махнито жури на своје радно место као лектор у штампарији. Брине се због грешке коју је можда превидела, али је теши њена колегиница Лиза (Ала Демидова), која је потом наизглед своди до суза уз тешку критику. Још у послератном периоду, Алексеј се свађа са бившом женом Наталијом, која се од њега развела и која живи са њиховим сином Игнатом. Након тога следе сцене из филмских вести из Шпанског грађанског рата и успона балоном у СССР-у.
У следећој сцени, смештеној у Алексејевом стану, Игнат се сусреће са страном женом која седи за столом. На њен захтев, Игнат чита одломак из Пушкиновог писма и прима телефонски позив од оца Алексеја. Игнат одговара на куцање на вратима. Испоставља да је жена која каже да има погрешан стан. Када се Игнат врати жени за столом, она је нестала. Пребацивши се на ратно време, адолесцент Алексеј је приказан како пролази обуку из пушке са грубим инструктором, паралелно са приказаним снимцима из филмских вести о Другом светском рату и сукобу на кинеско-совјетској граници. Пре рата, Марија посећује свог комшију са Алексејем да тражи тоалетне потрепштине. Жена упознаје Марију са својим сином и тражи да закоље петла, што она и чини.
Приказан је поновни сусрет Алексеја и његове сестре са оцем на крају рата. Филм се затим враћа на свађу између Алексеја и његове супруге Наталије, у послератној секвенци. Прича поново прелази на предратно време, визуре сеоске куће и околног села праћене су секвенцом из снова која приказује Марију која левитира.
Филмска прича затим прелази у послератно време, приказујући Алексеја очигледно на самртној постељи услед мистериозне болести, где држи малу птицу. Последња сцена филма је у предратном временском периоду, приказује трудну Марију, кадрови су испреплитани са сценама које приказују Марију као стару и малу.

## Глумачка подела
Неколико ликова у филму играју исти глумци.
- Филип Јанковски као дете Алексеј
- Игнат Данилцев као адолесцент Алексеј и Игнат, Алексејев син
- Инокентиј Смоктуновски као одрасли Алексеј (само глас)
- Маргарита Терјохова као млада Марија/Маша/Марусија (Алексејева мајка) и Наталија (Алексејева жена)
- Марија Вишњакова (стварна мајка Тарковског) као старица Марија
- Олег Јанковски као Алексејев отац
- Алла Демидова као Лиза, Маријина пријатељица у штампарији
- Анатолиј Солоницин као судски лекар и пешак
- Николај Гринко као директор штампарије
- Јуриј Назаров као војни инструктор
- Тамара Огородникова као дадиља и чудна жена за столом за чај
- Лариса Тарковскаја као Надежда, Алексејева комшиница
- Арсениј Тарковски као наратор/песник (само глас)
- Олга Кизилова као црвенокоса девојка

## Продукција

### Писање
Концепт Огледала датира још из 1964. године, када је Тарковски записао своју идеју за филм о сновима и сећањима човека, али без да се човек појави на екрану као у конвенционалном филму. Први делови Огледала написане су док је Тарковски радио на Андреју Рубљову. Ови деловии су објављене као кратка прича под насловом Бели дан 1970. године. Наслов је преузет из песме његовог оца Арсенија Тарковског из 1942. године. Године 1968, након што је завршио Андреја Рубљова, Тарковски је отишао у одмаралиште за филмаџије у Рјепину са намером да заједно са Александром Мишарином напише сценарио за Огледало. Сценарио је назван Исповест и предложен је филмској комисији у <i>Госкину</i>. Иако је садржавао популарне теме – на пример, херојска мајка, рат и патриотизам – предлог је одбијен. Главни разлог је највероватније била сложена и неконвенционална природа сценарија. Штавише, Тарковски и Мишарин су јасно рекли да не знају која ће бити коначна форма филма – то је требало да се утврди у процесу снимања.
Пошто је филмски комитет одбио сценарио, Тарковски је наставио да снима филм Соларис. Али његови дневнички записи показују да је и даље био нестрпљив да сними филм. Коначно, сценарио је одобрио нови шеф Госкина Филип Ермаш у лето 1973. Тарковском је дат буџет од 622.000 совјетских рубаља и 7.500 метара Кодак филмске траке, што одговара 110 минута.

### Кастинг
У почетку је Тарковски разматрао Алу Демидову и шведску глумицу Биби Андерссон за улогу мајке. На крају је изабрана Маргарита Терекхова.

### Снимање
Главно снимање почело је крајем јула 1973. и завршило се у марту 1974. Сцене на отвореном снимане су у Тутшкову код Москве, а сцене у затвореном су снимане у студију Мосфилм. Натуралистички стил филма захтевао је од Маргарите Терехове да се потпуно одрекне шминке.
Завршени филм је првобитно одбио Филип Ермаш, шеф Госкина у јулу 1974. године. Један од разлога био је што је филм неразумљив. Тарковски је био бесан због тог потеза и чак се водио мишљу да оде у иностранство и сними филм ван Совјетског Савеза. Госкино је на крају одобрио Огледало без икаквих промена у јесен 1974.

## Приказивање
Огледало никада није имао званичну премијеру и имао је само ограничено издање друге категорије са само 73 примерка. Иако је званично најављен за септембар 1975. године, приказан је већ у марту 1975. године.

## Пријем и наслеђе
Када су критичари Мосфилма у новембру 1974. замољени да оцене Огледало, утисци су били подељени. Неки су га посматрали као велико дело које би се могло боље разумети кроз анализу будућих генерација; други су филм дисквалифоквали етикетиравши га као нефокусирани неуспех и веровали да ће чак и културнији гледаоци сматрати да је његова прича неразумљива. Ово је резултирало веома ограниченом дистрибуцијом. Многи чланови публике напуштали су биоскопске пројекције, али они који су позитивно оцењиавали филм били су ватрени у својим похвалама. У чланку из 1975. за The New York Times, Џејмс Ф. Клерити је известио да „у првом кругу објављених рецензија, у којима су неки колеге филмски ствараоци господина Тарковског оценињавали његов нови рад, има много похвала, помешаних са критика неких делова филма“. <i>Госкино</i> није дозволио да филм буде приказан на Канском фестивалу. Генерални директор фестивала, Морис Беси, имао је саосећања ка ситуацији у којој се нашао Тарковски. Након што је чуо да Огледало неће моћи да буде приказан у Кану, безуспешно је запретио да неће прихватитии нити један други совјетски филм.
Огледало има позитивну оцену од 100% на порталу Rotten Tomatoes, на основу 23 рецензије, и просечну оцену од 9,1/10.
Огледало се данас често убраја међу најбоље филмове свих времена. У анкети редитеља Sight &amp; Sound из 2012. Огледало је зауззело 9. местло на листи најбољих филмова свих времена. У паралелној анкети филмских критичара, филм заузима 19. место. Редитељ Асхим Ахлувалиа је такође уврстио филм у своју личну десетку написавши: „Огледало нуди епску хипнотерапију и неке од најлепших кадрова на целулоиду икада снимљених“. Док је за исту анкету, Вил Селф тврдио да је то и даље „најлепши филм икада снимљен“. Питер Бредшо из Гардијана назвао га је „запањујућим делом” и описао многе његове слике као „трансцендентално бриљантне”. У Британском филмском институту, филм је наглашен као „дело кумулативног, ритмичког ефекта“, а његов неконвенционални наратив је заслужан за то што је „увео поетску и богато алузивну форму“. Редитељ Михаел Ханеке је гласао за Огледало у анкети редитеља Sight and sound из 2002. (где је филм био на 16. месту) и касније је рекао да је видео фикм најмање 25 пута. У анкети критичара из 2002. заузео је 35. место. Филм је 2018. године био на 20. месту Би -Би-Сијеве листе 100 највећих филмова на страном језику, према гласањуу 209 филмских критичара из 43 земље.

## Интерпретације
Иако је веома цењен, Огледало се и даље сматра загонетним. Наташа Синесиос је написала да је по структури ближа музичком делу него наративном филму, напомињући да је Тарковски „увек тврдио да је користио законе музике као организациони принцип филма... акценат није стављен на логику, већ на форму, тока догађаја“. Критичар Анти Аланен је филм означио као „свемирску одисеју у унутрашњост психе“ и филм Тарковског У потрази за ишчезлим временом . Хауард Хемптон је тврдио да је централна тема дела „неизбежна постојаност прошлости “.